# 江神二郎の洞察
『江神二郎の洞察』（えがみじろうのどうさつ）は有栖川有栖の短編推理小説集で、「学生アリスシリーズ」の9つの短編小説が収録されている。2012年に東京創元社より単行本が刊行され、2017年に創元推理文庫から文庫本が刊行されている。
「本格ミステリ・ベスト10」2013年版6位。

## 概要
有栖川有栖（アリス）の入学後からの1年を描いた「学生アリスシリーズ」初短編集。このシリーズを長編5部作で完結した後、江神たちの卒業アルバムとして短編集を編もうと考えたのが、本短編集の元々の構想であった。しかし、5作目の長編の予定が立たないことと、アリスが英都大学推理小説研究会（EMC）に入部後、シリーズの完結に至るまでのエピソードにまだまだ多くの欠落があることから、短篇集を2冊に分けることにし、有馬麻里亜（マリア）がEMCに加わるまでをまとめたのが本短編集である。

## 収録作品
（　）内は、発表された年
瑠璃荘事件（るりそうじけん） （2000年）
EMCのメンバーの1人、望月周平の下宿の住人の門倉が、サークルの先輩から借りた講義ノートが盗難にあい、犯人として望月が疑われているため、EMCの部長江神二郎と織田光次郎（信長）、有栖川有栖（アリス）が解決に乗り出す。しかし、望月と門倉以外の住人の下条と高畑にはアリバイがあった。
ハードロック・ラバーズ・オンリー （1996年）
河原町で降り始めた雨の中、偶然見かけた赤い傘の女性にアリスは大声で呼びかけるが、彼女は振り向きもせずに行ってしまった。彼女とはハードロック専門の音楽喫茶で知り合った。声も聴こえないほどの店内の大音響の大きさのため、互いに声も名前も知らないが、メモ用紙で会話をしたことがある。その彼女が喫茶店に残した忘れ物のハンカチを渡したくて声をかけたのに、振り返りもせず行ってしまった彼女に疑念を抱くアリスに、江神は一つの可能性を示す。
やけた線路の上の死体（やけたせんろのうえのしたい） （1986年）
7月初旬、1988年度第一次夏合宿として、和歌山県の南部町にある望月の実家を訪れたEMCの一行は、岩代駅の先で起きた鉄道事故に興味を持つ。隣家の新聞記者・滝目の情報によると、見つかった死体は田辺市の家で殺されてから轢断現場に運ばれて列車に轢かれたもので、2人の容疑者はどちらも殺害は可能だが、轢断現場に死体を運ぶ時間はなかった。江神は紀勢本線を走る列車「くろしお」のある特徴から、犯人が使ったアリバイトリックに気がつく。
桜川のオフィーリア（さくらがわのオフィーリア） （2005年）
EMCの創始者で2年前に卒業してライターをしている石黒操が江神を訪ねてきた。石黒は、彼が17歳のときに死んだ同級生の宮野青葉の死に、同じく同級生で彼の友人の穂積が関わっているのではないかと悩んでいた。青葉は、石黒たちの郷里の長野県の開田高原の奥にある比良野という山里の桜川に横たわる姿で発見された。警察の捜査で、地形的に崖から足を踏み外したとは考えにくいため事故死が消去された。家族が熱心な「人類協会」の信者であったことから、その絡みで他殺説が噂されたが、暴力が加えられた形跡がないことから他殺説も退けられた。結果、残った自殺として処理された。石黒が穂積を疑うようになったのは、彼の部屋で桜川に横たわっている青葉の死体の写真を見つけたからであった。
四分間では短すぎる（よんぷんかんではみじかすぎる） （2010年）
10月になってもいまだに夏の事件以来落ち込んでいるアリスを元気づけようと、EMCのメンバーたちにより江神の下宿で「無為に過ごすため」の会が開かれることになった。アリスが家庭教師の約束があったことを思い出してキャンセルの電話を入れた際、隣の公衆電話で「四分間しかないので急いで。靴も忘れずに。…いや…Aから先です。」と話す男の声が耳に入る。江神の下宿で「無為に過ごすため」の話題提供を求められたアリスはその男の台詞にどのような意味が隠されているのかを問う。そこから『九マイルは遠すぎる』ゲームと題した推理ゲームが始まる。
開かずの間の怪（あかずのまのかい） （1994年）
信長の下宿の大家の従兄弟が以前経営していて、現在は廃院となっている花沢医院の「開かずの間」から幽霊が出るという話を聞いたEMCの一行は、幽霊探索のためその病院で一夜を過ごすことになった。しかし、弁当にあたって腹痛を催した信長がいったん帰宅すると、ポルターガイストらしき物音がする。帰宅したと見せかけた信長のイタズラだと考え、二手に分かれて3階で挟みうちに追い詰める。ところが、「開かずの間」の隣の部屋のドアからおかっぱ頭の男児の死人のような顔が覗いているのを見たアリスと望月は、揃って絶叫した。反対側から来た江神は、人形だと確信して部屋に入るが、そこには誰もいなかった。窓には鍵がかかっており、「開かずの間」に通じるドアも釘で板を打ち付けられているという密室の中、どうやって信長は消えたのか。
二十世紀的誘拐（にじゅっせいきてきゆうかい） （1994年）
望月と信長がゼミの酒巻教授の自宅に泊めてもらった翌日、教授がEMCの元を訪れる。自宅に飾ってあった叔父が描いた『白い横顔』という絵が誘拐され、犯人から身代金千円を要求されている。犯人は2人がいるときに教授宅を訪れた末弟の聡に間違いない。ただ、手ぶらで帰った聡がどうやって絵を持ち出したのかが分からない。教授は、望月と信長に「良」以上の評価を与えるという条件で、EMCに身代金と絵の受け渡しと真相解明を求めた。しかし、EMCは犯人に翻弄された挙句、真相不明なまま身代金と絵の受け渡しが終了してしまった。一矢報いたい部員たちのために、江神は望月たちが聡と交わした「二十世紀はどんな時代だったか」という会話を手掛かりに謎を解き明かす。
除夜を歩く（じょやをあるく） （2012年）
1988年末、夏の事件を共にした先輩とその年を送りたかったアリスは、大晦日を江神の下宿で過ごす。そこで望月がかつて江神と信長の2人に出題するために書いた『仰天荘殺人事件』を見つける。解決編はなく、解答は作者が口頭で行うというもので、江神が読み終わる前に信長が犯人を言い当て、信長が解けなかったトリックを江神が正解したという。アリスは、読者への挑戦まであるとなっては受けて立つしかないと挑みにかかる。
蕩尽に関する一考察（とうじんにかんするいちこうさつ） （2003年）
アリスにノートを借りるためにEMCが溜まり場にしている学生会館のラウンジに顔を出した有馬麻里亜（マリア）の一言「ドロシー・L・セイヤーズの『ナイン・テイラーズ』なら持っています」により、彼女がミステリ好きなことを知ったEMCの面々は、彼女をEMCに入れようと、とりあえず幽霊部員でも構わないからと彼女を新歓コンパに誘う。そこで古本屋・文誠堂の店主の「蕩尽」とも思える金払いの良さを話題にしていると、当の店主が料理店の客全員の食事代を払い、店主の噂話をする事情通の女性客の会話を聞く。その翌々日、マリアがアリスたちに、江神が文誠堂の周辺で聞き込みをしていると告げる。